# ストレプトマイセス・アベルミティリス
ストレプトマイセス・アベルミティリス (学名: Streptomyces avermitilis) は、ストレプトマイセス属細菌の一種である。この細菌は日本の静岡県で大村智によって発見された。
ストレプトマイセス・アベルミティリスの最初の完全なゲノム配列は2003年に解析された。このゲノムは、多くの細菌ゲノムが円形染色体の形で存在するのとは異なり、線形の単一の染色体から構成されている。
アベルメクチンは産業的にはストレプトマイセス・アベルミティリスの発酵産物から得られる。アベルメクチン自体は大村智グループによって発見され、1979年にBurgらによって初めて公開された。線虫や節足動物の蔓延に対して最も広く使われている薬剤のひとつが、アベルメクチン誘導体のイベルメクチンであり、アバメクチンと同様に、殺虫剤や駆虫薬として広く使用されている。

## 関連記事
- List of Streptomyces species